# Peter Dervan

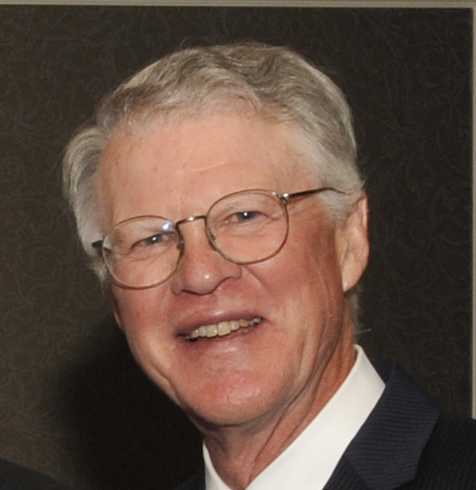
Peter Dervan

Peter B. Dervan (* 28. Juni 1945 in Boston) ist ein US-amerikanischer Chemiker, der sich mit bioorganischer Chemie beschäftigt.

## Biografie
Dervan studierte am Boston College (Bachelor 1967) und wurde 1972 an der Yale University bei Jerome A. Berson in organischer Physikalischer Chemie promoviert. Als Post-Doktorand war er als Fellow der National Institutes of Health (NIH) an der Stanford University. Er ist seit 1973 Professor am Caltech (Bren Professor of Chemistry).
Dervan ist Mitglied der National Academy of Sciences und des Institute of Medicine, der American Academy of Arts and Sciences (1988), der American Philosophical Society (2002), auswärtiges Mitglied der Académie des sciences und seit 2004 Mitglied der Leopoldina. 2017 wurde er zum Fellow der American Association for the Advancement of Science gewählt.
Er ist mit der Chemieprofessorin Jacqueline K. Barton verheiratet.

## Werk
Dervan entwickelte neuartige synthetische Moleküle, die in ihrer Affinität und Spezifität zu beliebigen vorgegebenen DNA-Sequenzen in der Natur vorkommenden Proteinen vergleichbar sind. Er eröffnete damit ein völlig neues Feld der bioorganischen Chemie. Sie ermöglicht auch neuartige Medikamente gegen Krebs und andere Krankheiten, die durch eine anormale Genexpression bedingt sind, indem kleine Moleküle synthetisiert werden, die in die Zelle eindringen und an vorgegebene DNA-Stellen binden.

## Ehrungen
- 1977: Sloan Research Fellow
- 1988: Harrison Howe Award
- 1993: Arthur C. Cope Award
- 1993: Willard Gibbs Medal
- 1994: William H. Nichols Medal
- 1996: Maison de la Chimie Foundation Prize
- 1998: Kirkwood Medal
- 1998: Remsen Award
- 1999: Max Tishler Prize
- 1999: Richard C. Tolman Medal
- 1999: Alfred Bader Award
- 1999: Linus Pauling Award
- 2000: Tetrahedron-Preis
- 2002: Harvey-Preis
- 2005: Wilbur Cross Medal
- 2005: Ronald Breslow Award
- 2006: National Medal of Science
- 2012: Namensgeber für den Asteroiden (4314) Dervan
- 2022: Priestley-Medaille

## Schriften (Auswahl)
- mit H. E. Moser Sequence specific cleavage of double helical DNA by triple helix formation, Science, Band 238, 1987, S. 645–650
- mit S. White, J.W. Szewczyk, J. M. Turner, E. E. Baird Recognition of the four Watson-Crick base pairs in the DNA minor groove by synthetic ligands, Nature, Band 391, 1998, S. 468–471
- mit C. L. Kielkopf, S. White, J. W. Szewczyk, J. M. Turner, E. E. Baird, D. Rees A structural basis for recognition of TA and AT base pairs in the minor groove of B-DNA, Science, Band 282, 1998, S. 111–115